# De Kroeten
De Kroeten is een woonwijk in de Haagse Beemden met circa negenhonderd woningen, gelegen naast de wijken Heksenwiel en Overkroeten, in de Nederlandse stad Breda.
De naam verwijst naar de Kroeten, een gebied dat behoorde tot de buurtschap Burgst in Hage-Hertog. De oudste vermelding dateert uit 1500 toen het gebied Croighde werd genoemd.
Het bestaat voornamelijk uit laagbouwwoningen. Alleen langs de rand bij Kroeteneiland zijn enkele flats gebouwd. Hier is ook een waterpark. Ook is er een apart gedeelte met vrije kavels. De wijk is in fasen opgeleverd vanaf 1999.
Voorzieningen zijn onder andere Medisch Centrum Kroeten met diverse huisartsen, apotheek, fysiotherapie en verloskunde. Ook zijn er de Nutsbasisschool de Burgst, locatie Kroeten en de katholieke basisschool de Driezwing en de kinderopvang Dolfijn van Kober.
Dichtbij in de wijk Paradijs is een school voor voortgezet onderwijs het Graaf Engelbrecht.
Voor winkels kan men gebruikmaken van winkelcentrum Heksenwiel.
Als slogan voor deze wijk werd gebruikt "De groeten uit de Kroeten".

## Galerij

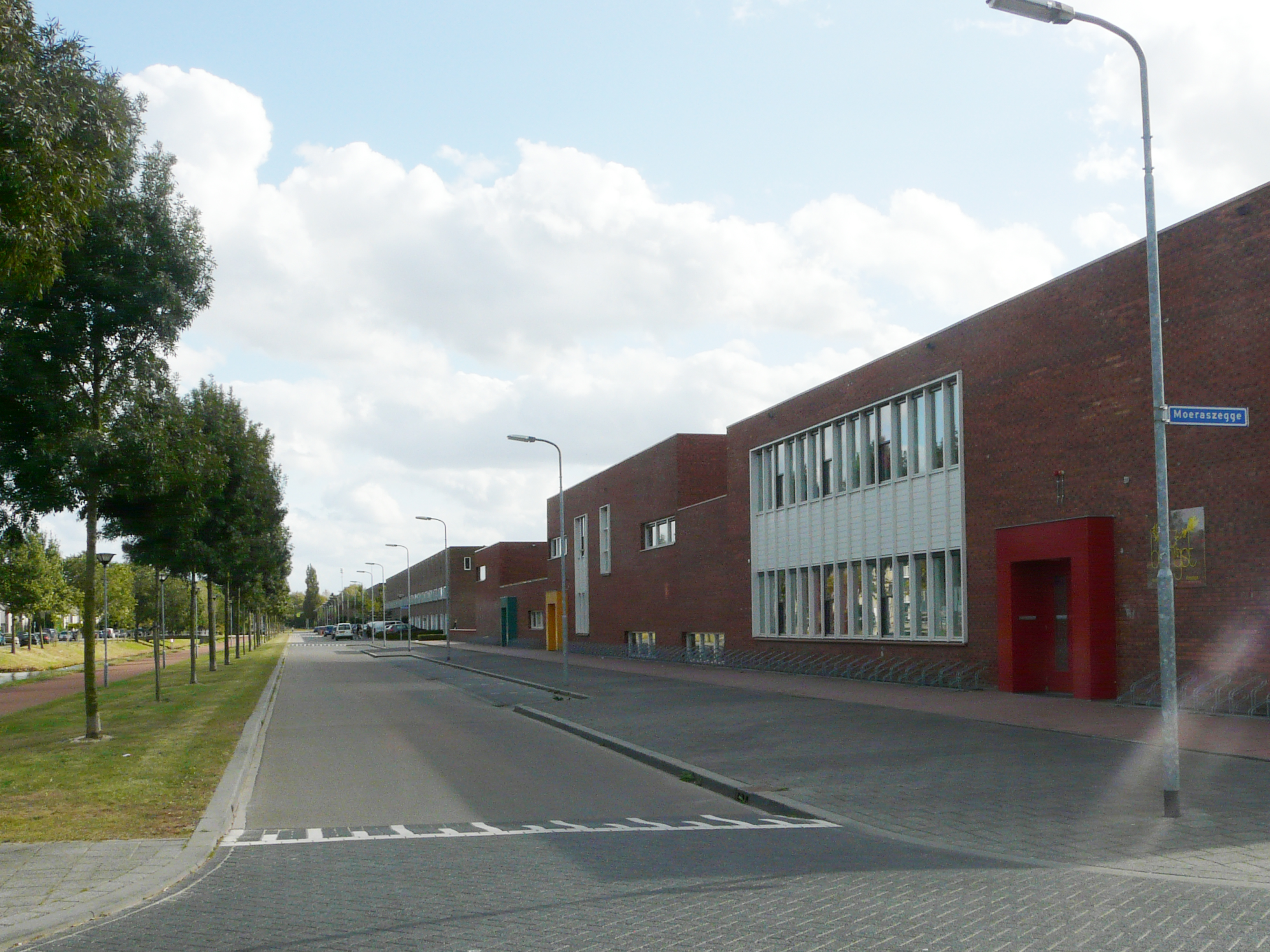
Basisschool de Burgst
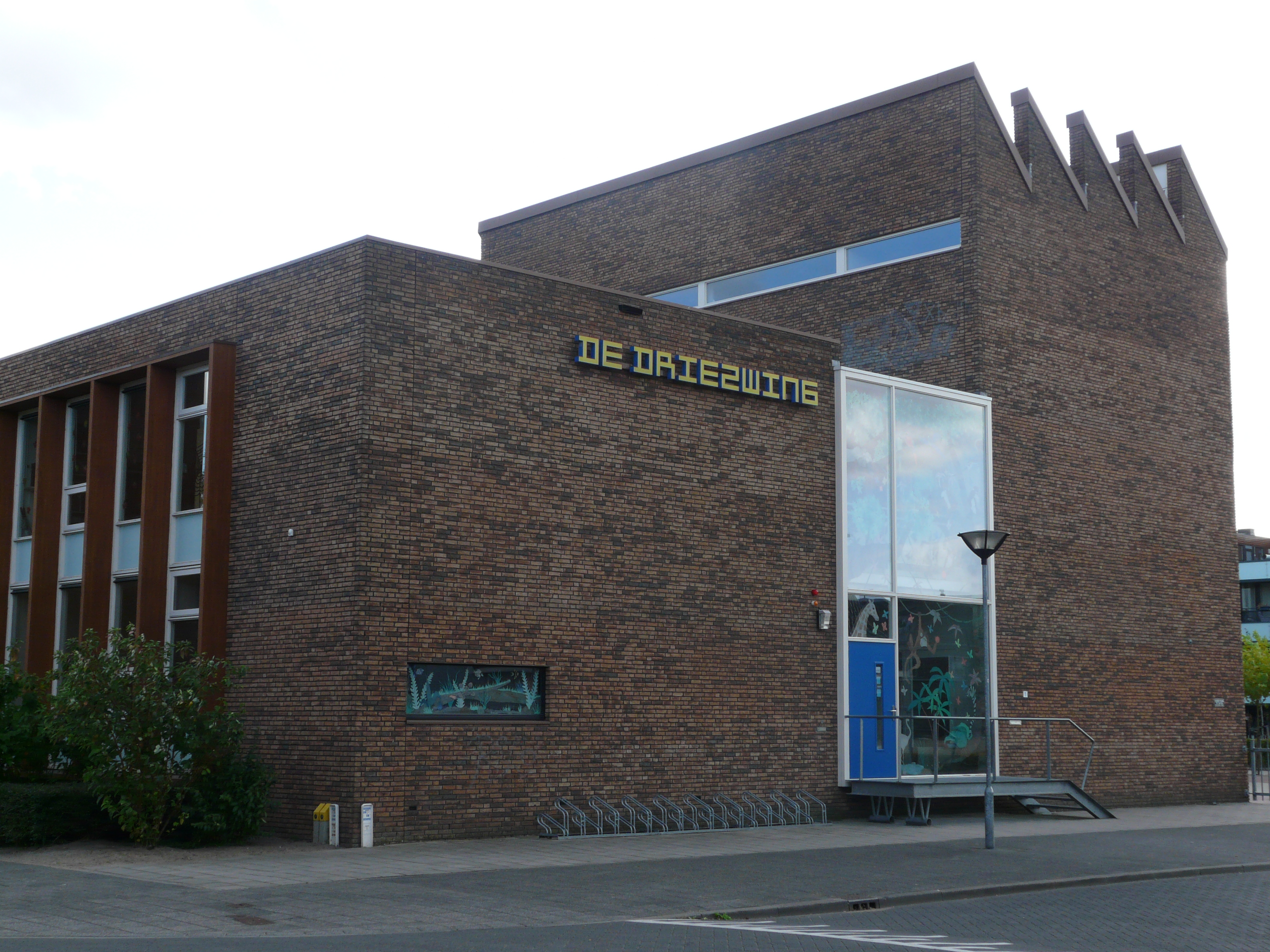
Basisschool de Driezwing
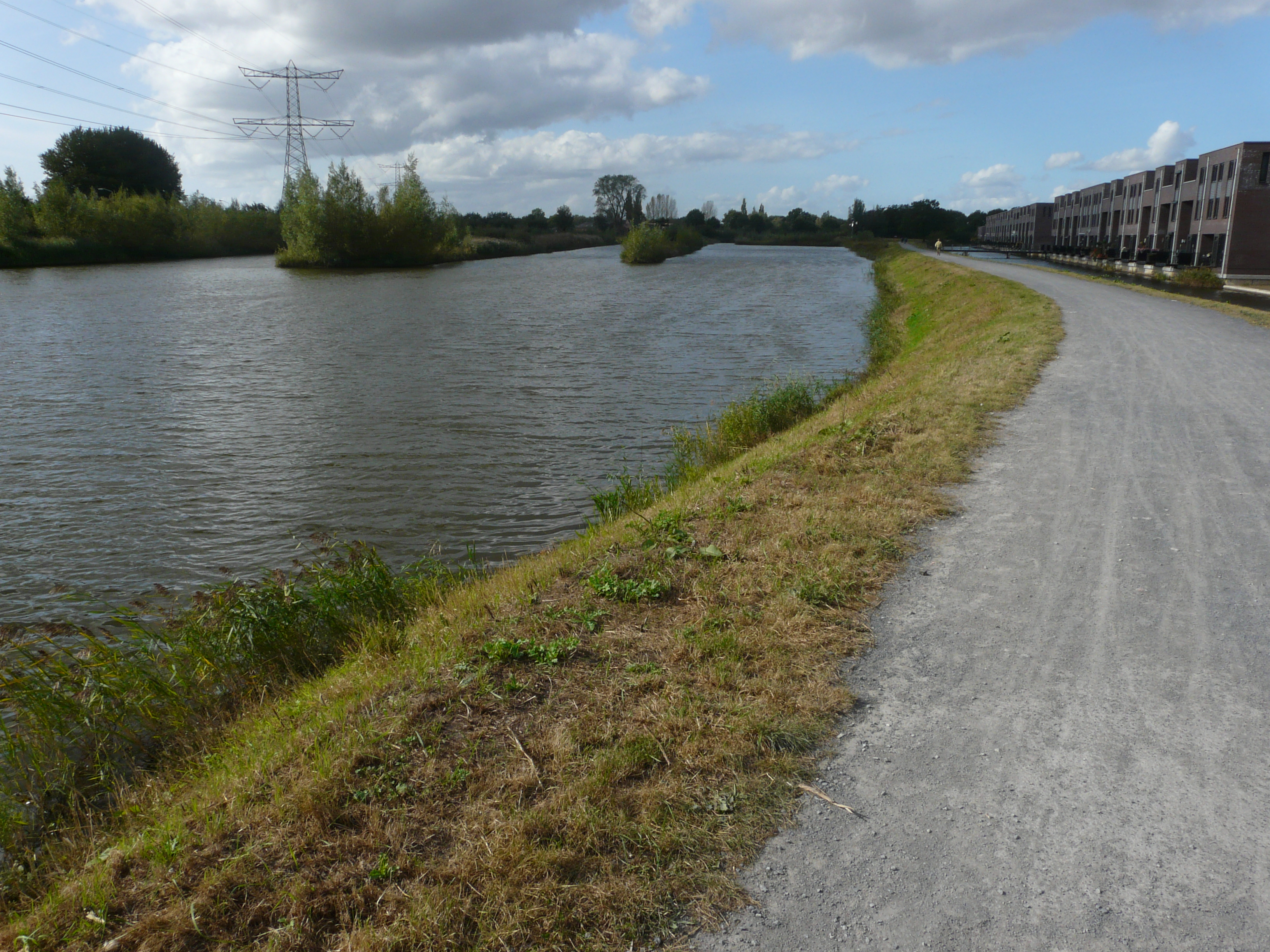
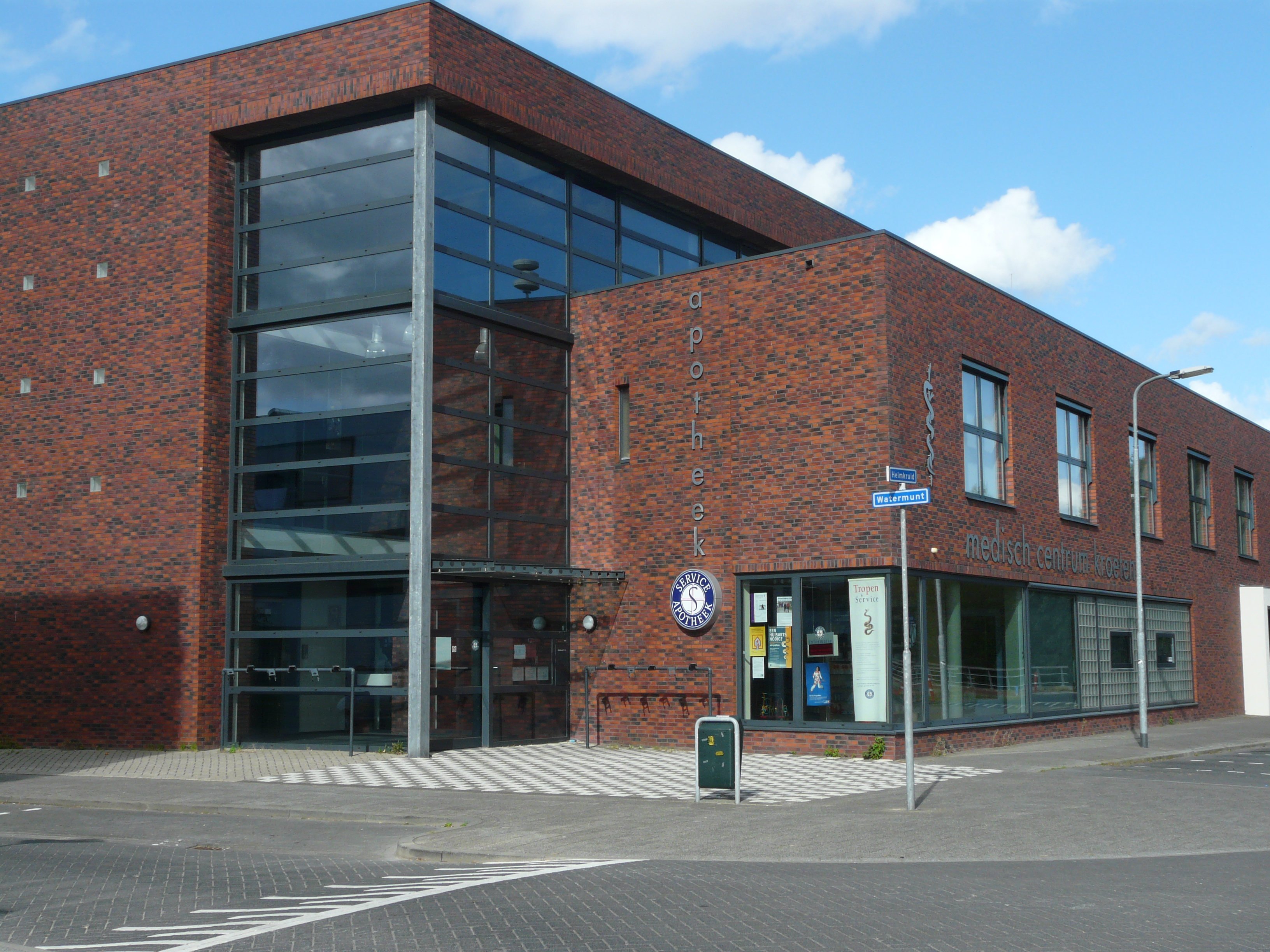
Medisch Centrum Kroeten